# French Horn Rebellion
Pour les articles homonymes, voir Rebellion (homonymie).

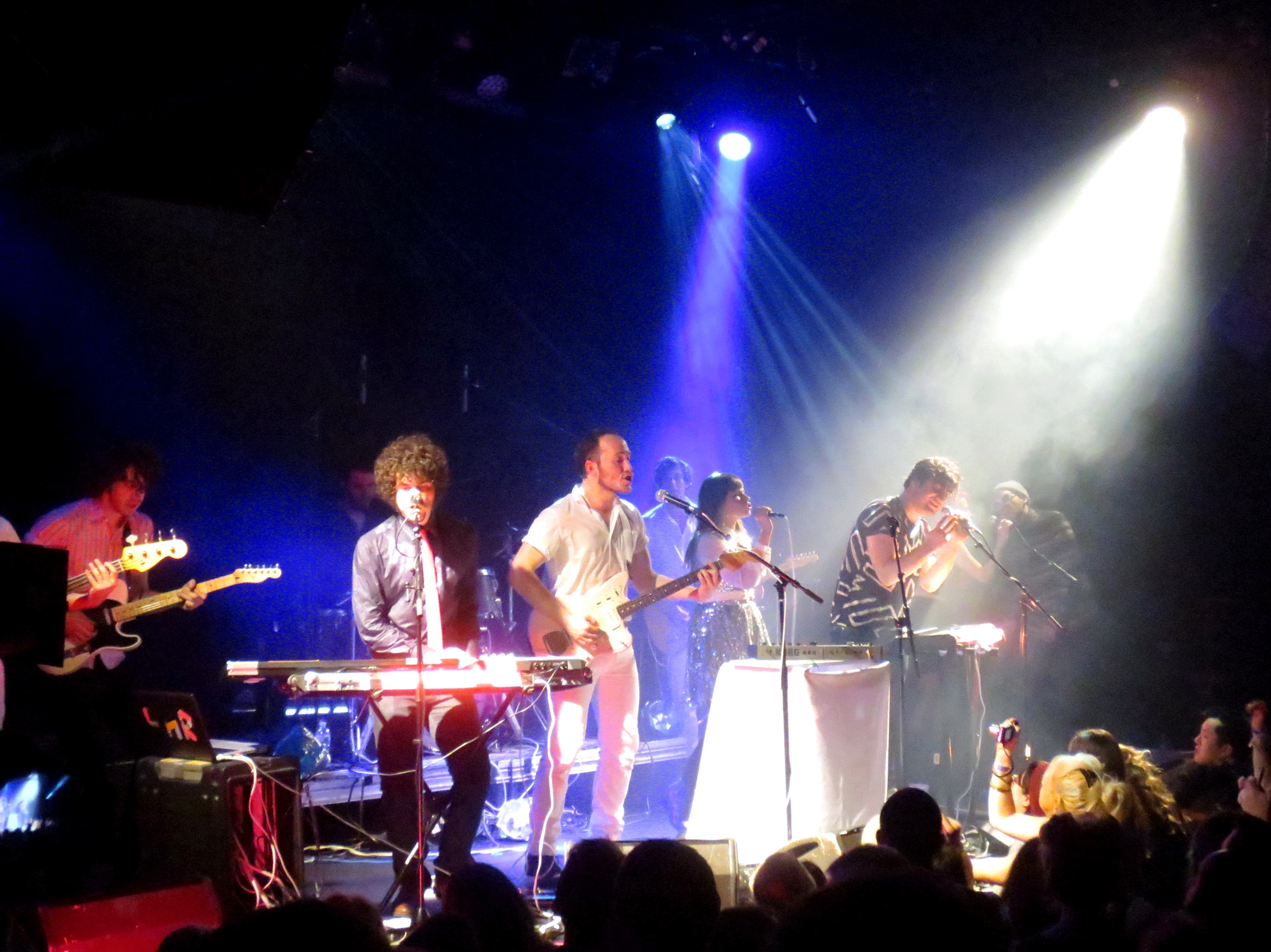
Concert de French Horn Rebellion et de Savoir Adore à Brooklyn en 2013

French Horn Rebellion est un groupe de musique new-yorkais composé de Robert Perlick-Molinari et son frère David. Ils ont notamment pris part à des tournées de Yelle, MGMT ou encore Cut Copy. Leur participation à la compilation Kitsuné maison volume 8 leur permet de se faire connaitre d'un plus large public. Leur premier album The Infinite Music of French Horn Rebellion sort en 2011 et rencontre un succès mitigé auprès de la critique.

## Discographie

### Albums
- 2011 : The Infinite Music of French Horn Rebellion (Once Upon a Time)

1. 'The Void And Fancy Free
2. The Body Electric
3. Broken Heart
4. New Florida
5. Brasilia Girl
6. Mawson's Peak
7. Antartica / The Decision
8. Up All Night
9. This Moment
10. Last Summer
11. Geomancer's Compass And Other Quasi Scientific Findings
12. Running Through The Wild
13. The Cantor Meets The Alien
14. What I Want

### Singles
- 2009 : Beaches and Friends EP

### Compilations
- Kitsuné Maison vol. 8

## Liens Externes
- Soundcloud